# 迪克·諾曼
迪克·諾曼（Dick Norman，1971年3月1日—）是一位比利時職業網球運動員，他於1991年轉為職業球手。2013年6月17日正式退役。

## 職業生涯
他曾與衛斯雷·穆迪合作，在2009年法國網球公開賽上，奪得男子雙打亞軍。

## 外部連結
- 官方网站
- 迪克·諾曼（英文/西班牙文）的官方資料
- 迪克·諾曼的國際網球總會 職業／青少年 官方資料（英文）
- 迪克·諾曼的官方資料（英文）